# Holopogon pusillus
Holopogon pusillus är en tvåvingeart som först beskrevs av Macquart 1838.  Holopogon pusillus ingår i släktet Holopogon och familjen rovflugor. Inga underarter finns listade i Catalogue of Life.